# Уиллз, Джин
Джин Уиллз (англ. Jean Willes; 15 апреля 1923 — 3 января 1989) — американская актриса кино и телевидения 1940—1970-х годов. В 1944—1947 годах выступала под именем Джин Донахью (англ. Jean Donahue).
За свою 38-ленюю карьеру Уиллз сыграла более чем в 60 фильмах, среди такие престижные картины, как «Сквозь горе, тоску и утраты» (1943), «Отныне и во веки веков» (1953). «Стеклянная паутина» (1953), «Звезда родилась» (1954), «Вторжение похитителей тел» (1956), «Трудно быть сержантом» (1958), «Одиннадцать друзей Оушена» (1960), «Элмер Гантри» (1960), «Цыганка» (1962), «Общественный клуб города Шайенн» (1970) и «Прикуси пулю»(1975).
Она также известна своими главными ролями в нескольких фильмах категории В и работами в короткометражных комедиях студии Columbia Pictures, в частности, в пяти фильмах про Трёх балбесов.

## Ранние годы и начало карьеры
Джин Уиллз родилась 15 апреля 1923 года в Лос-Анджелесе, Калифорния, США. Она росла в Солт-Лейк-Сити, затем вместе с семьёй переехала в Сиэтл. Заинтересовавшись актёрской карьерой, она вернулась в Лос-Анджелес, и в 1942 году впервые появилась на экране в роли модели в комедийной музыкальной короткометражке «Красивая одежда» (1942).

## Карьера в кинематографе

### Работы в полнометражном кино
В 1943 году Уиллз впервые сыграла в полнометражном фильме, мелодраме военного времени студии Paramount Pictures «Сквозь горе, тоску и утраты» (1943). В этой картине с участием таких звёзд, как Клодетт Кольбер, Полетт Годдар и Вероника Лейк в ролях возвращающихся с фронта медсестёр Уиллз сыграла небольшую роль лейтенанта. После этого у неё были эпизодические роли (без указания в титрах) в музыкальной комедии Paramount с Бингом Кросби «Сюда набегают волны» (1944), мелодраме с Робертом Каммингсом «Ты пришёл» (1945), мюзикле в Бетти Хаттон «Зажигательная блондинка» (1945) и в мелодраме с Аланом Лэддом «Солти О’Рурк» (1945).
После этого она подписала контракт с Columbia Pictures, где стала играть под именем Джин Донахью, взяв фамилию мужа. В 1946 году она сыграла на студии небольшую роль в музыкальной комедии «Пой, когда танцуешь» (1946), эпизодическую роль (без указания в титрах) в комедии «Блонди знает лучше» (1946), а также небольшие роли в четырёх комедийных короткометражках. В 1947 году Уиллз получила небольшие роли в музыкальной комедии с Ритой Хейворт «С небес на землю» (1947), музыкальной комедии «Продавщица сигарет» (1947) и комедии «Блондинка в тесте» (1947). В 1947 году после развода она сменила фамилию мужа и снова стала Джин Уиллз.
После серии второстепенных ролей Уиллз сыграла две крупные роли в низкобюджетных фильмах Columbia — она была дизайнером интерьера в криминальном экшне «Китайский квартал в полночь» (1949), а в криминальной мелодраме с Дугласом Кеннеди «Агент по сбору налогов» (1950) сыграла жену бухгалтера, у которой роман с его боссом. В 1952 году она получила небольшую роль (без указания в титрах) в вестерне Paramount Pictures категории А сс Бобом Хоупом в главной роли «Сын бледнолицего» (1952). В 1952 году Уиллз сыграла также главные женские роли в малобюджетных фильмах Columbia — семейном приключенческом фильме «Джим из джунглей в запретной земле» (1952) с Джонни Вайсмюллером и в приключенческом фильме «Янки в Индокитае» (1952).
В 1953 году она снялась в роли венерианского капитана в фэнтези-комедии «Эбботт и Костелло летят на Марс» (1953), а также в небольших ролях в музыкальной комедии с Микки Руни «Все на берег» (1953) и в фильме нуар с Эдвардом Г. Робинсоном «Стеклянная паутина» (1953). Актриса также сыграла (без упоминания в титрах) роль администратора нового клуба, которая скучно и заученно декламирует его правила, в оскароносной военной эпопее «Отныне и во веки веков» (1953) с Бертом Ланкастером в главной роли. В 1954 году Уиллз сыграла заметные роли второго плана в малобюджетном вестерне Columbia с Джорджем Монтгомери «Мастерсон из Канзаса» (1954) и в комедии Allied Artists про Парней из Бауэри «Бауэри в Багдаде» (1954). Она также исполнилп небольшую роль поклонницы (без указаниях в титрах) в номинированном на шесть «Оскаров» мюзикле Warner Bros. с Джуди Граленд «Звезда родилась» (1954). В 1955 году Уиллз снялась в заметных ролях в двух малобюджетных фильмах студии Columbia — в фильме нуар с Ким Новак «Пятеро против казино» (1955) и в криминальной мелодраме с Нэвиллом Брэндом «Бобби Уэйр пропал» (1955), где ей досталась важная роль матери пропавшего мальчика.
Ещё год спустя Уиллз сыграла одну из наиболее значительных ролей в своей карьере в научно-фантастическом классическом фильме ужасов студии Allied Artists «Вторжение похитителей тел» (1956), который со временем стал культовым. В этой картине Уиллз предстала в образе медсестры, верной помощницы и, похоже, бывшей возлюбленной главного героя, доктора Майлза Беннелла (Кевин Маккарти), который обнаруживает в небольшом калифорнийском городке быстрое распространение инопланетных стручкообразных существ, которые вселяются в человеческие тела. Героиня Уиллз также в итоге превращается в «зомбированное» инопланетянами существо, оставляя доктора Беннелла продолжать борьбу в одиночестве. В приключенческой вестерн-комедии United Artists «Король и четыре королевы» (1956) Уиллз сыграла крупную роль одной из четырёх расчётливых и сексуальных вдов, преследующих главного героя в исполнении стареющего Кларка Гейбла в одной из не самых лучших его картинт. В том же году на студии Twentieth Century Fox у неё были роли второго плана в малобюджетной комедии «Лейтенант носил юбку» (1956) и в престижной мелодраме «Восстание Мэми Стоувер» (1956), заглавную роль в которой исполнила Джейн Расселл.
В 1957 году Уиллз снялась в заметных ролях второго плана в четырёх малобюджетных фильмах. На студии Columbia это были фантастический хоррор с Виктором Джори «Человек, который превратился в камень» (1957) и фильм нуар «История в Тихуане» (1957), на Paramount Pictures — комедия «Выслушай меня хорошенько» (1957) и Twentieth Century Fox — приключенческая криминальная драма «Ад на острове Дьявола» (1957). В 1958 году у Уиллз было две картины. В военной комедии Warner Bros. «Трудно быть сержантом» (1958) она исполнила небольшую роль леди-капитана, которая делает выговор главному герою фильма, рядовому, которого сыграл Энди Гриффит. Второй картиной была любовная мелодрама с Софи Лорен и Энтони Перкинсом «Любовь под вязами» (1958), которая вышла на студии Paramount Pictures. В 1959 году Уиллз сыграла роли второго плана в криминальной мелодраме Warner Bros. с Джеймсом Стюартом «История агента ФБР» (1959) и в вестерне Twentieth Century Fox с Доном Мюрреем «Эти тысячи холмов» (1959).

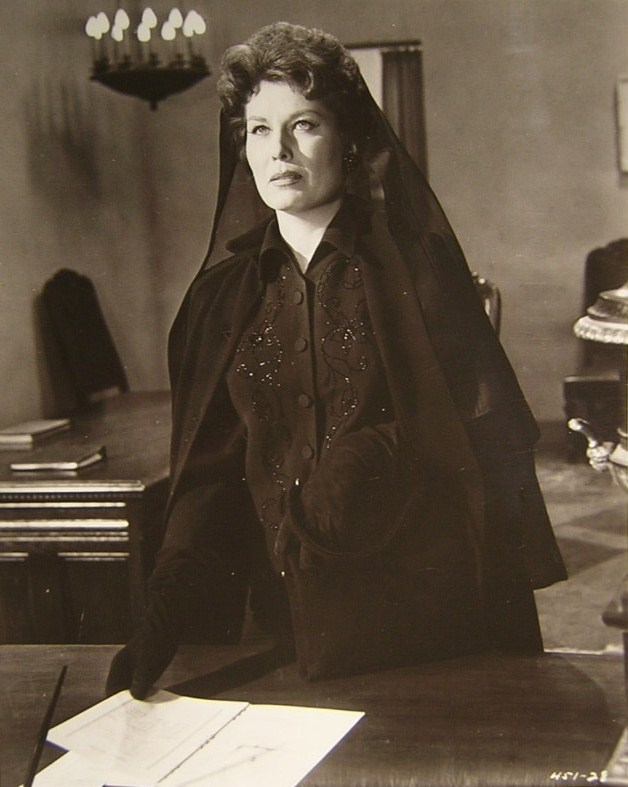
Джин Уиллз в фильме «Одиннадцать друзей Оушена» (1960)

В криминальной комедии об ограблении в Лас-Вегасе «Одиннадцать друзей Оушена» (1960) со звёздным актёрским составом, включавшим Фрэнка Синатру и Дина Мартина, Уиллз сыграла вдову электрика, который участвовал в ограблении казино У неё также была роль второго плана в фильме-катастрофе с Дэной Эндрюсом «Заполненное небо» (1960), и, кроме того, она сыграла небольшую роль проститутки в драме о подъёме и крахе религиозного шарлатана «Элмер Гантри» (1960) с Бертом Ланкастером в заглавной роли. Фильм получил семь номинаций на «Оскар», победив в трёх категориях. У Уиллз была роль второго плана в драме с Ланой Тёрнер «Охваченная любовью» (1961), а также главная женская роль в малобюджетном вестерне United Artists «Улица оружия» (1961). В 1962 году единственной киноработой Уиллз была роль второго плана в биографической мелодраме о знаменитой танцовщице бурлеска Джипси Роуз Ли и её матери «Цыганка» (1962) с Розалинд Расселл и Натали Вуд в главных ролях. В 1964 году Уиллз сыграла потенциальную возлюбленную главного героя в исполнении Эрнеста Боргнайна в военной комедии «Флот Макхейла» (1964).
В 1970-е годы Уиллз сыграла роли второго плана в двух достаточно успешных фильмах — комедийном вестерне с Джеймсом Стюартом и Генри Фондой «Общественный клуб города Шайенн» (1970) и в вестерне с Джином Хэкманом «Прикуси пулю» (1975), в котором она сыграла свою последнюю роль для большого экрана. После ещё нескольких телеролей в 1976 году Уиллз оставила актёрскую карьеру.

### Работы в короткометражном кино
Помимо съёмок в полнометражных фильмах Уиллз постоянно работала в короткометражном кино, сыграв в период с 1942 по 1955 год в 29 короткометражках, большинство из которых были комедиями студии Columbia Pictures.
Как пишет историк кино Хэл Эриксон, в короткометражных комедиях она «играла грациозную брюнетку при таких комиках, как Три балбеса, Стерлинг Холлоуэй, Хью Герберт (англ. Hugh Herbert) и Берт Уилер (англ. Bert Wheeler)». Как добавляет Гэри Брамбург, Уиллз была "умным и сексуальным фоном для таких забавных комиков, как Харри Лэнгдон, Энди Клайд (англ. Andy Clyde), Эдди Фой-младший (англ. Eddie Foy Jr.) и Джо Дерита.
Наиболее успешными и памятными среди этих короткометражек были пять лент про Трёх балбесов — «Доктор-шарлатан» (1946), «Стукач во времени» (1950), «Не бросайте этот нож» (1951), «Три хореографа» (1951) и «Неудачливые холостяки» (1955), где зачастую Уиллз фигурировала в качестве единственного женского персонажа. В фильме «Стукач во времени» Уиллз сыграла привлекательную хозяйку пансиона, которая объединяется с Балбесами, чтобы выследить грабителя. В ленте «Неудачливые холостяки» Уиллз играет расчётливую охотницу за богатством, которая обманывает всех трёх Балбесов.

## Карьера на телевидении

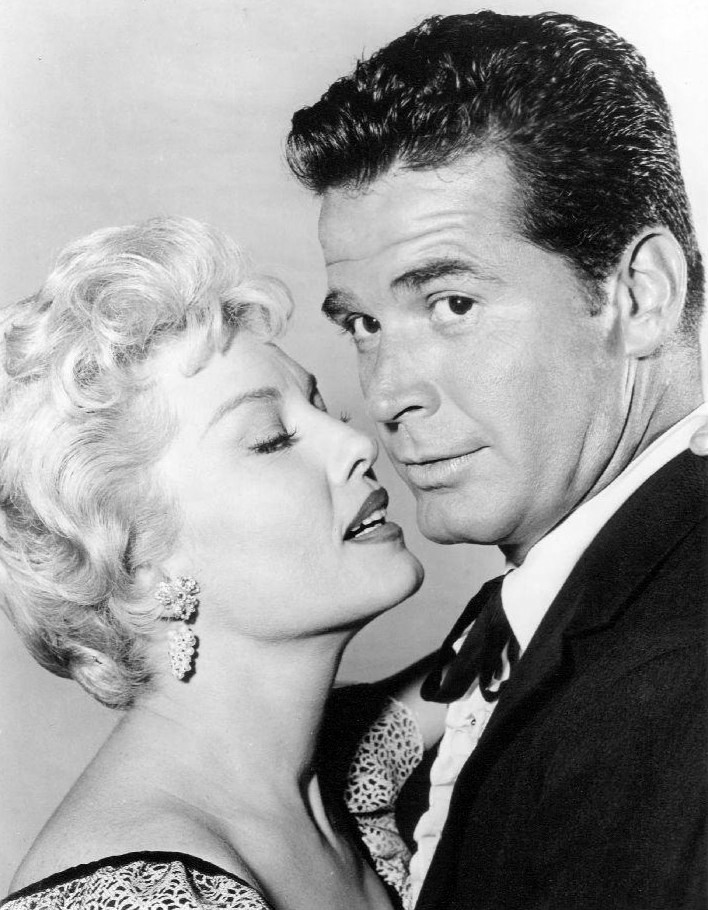
Джеймс Гарнер и Джин Уиллз в сериале «Мэверик» (1960)

Уиллз добилась определённой известности своими многочисленными работами в качестве гостевой звезды на телевидении, где сыграла в период с 1952 по 1976 год в 170 эпизодах 114 различных телесериалов/>.
Она, в частности, сыграла в таких популярных телесериалах, как- судебная драма «Перри Мейсон» (1957—1959, 2 эпизода) и вестерны «Бонанза» (1959—1968, 4 эпизода), «Жизнь и житие Уайатта Эрпа» (1956) и «Мэверик» (1958—1959, 2 эпизода), где, по словам Брамбурга, обычно играла отрицательных персонажей, хотя иногда ей доставались более приятные или респектабельные роли. Хэл Эриксон добавляет, что она часто появлялась в образе острой на язык, прагматичной блондинки, в частности, в таких сериалах, как «Шоу Джека Бенни» (1954—1962, 3 эпизода), «Сумеречная зона» (1961) и «Деревенщина из Беверли-Хиллс» (1964—1965, 2 эпизода).

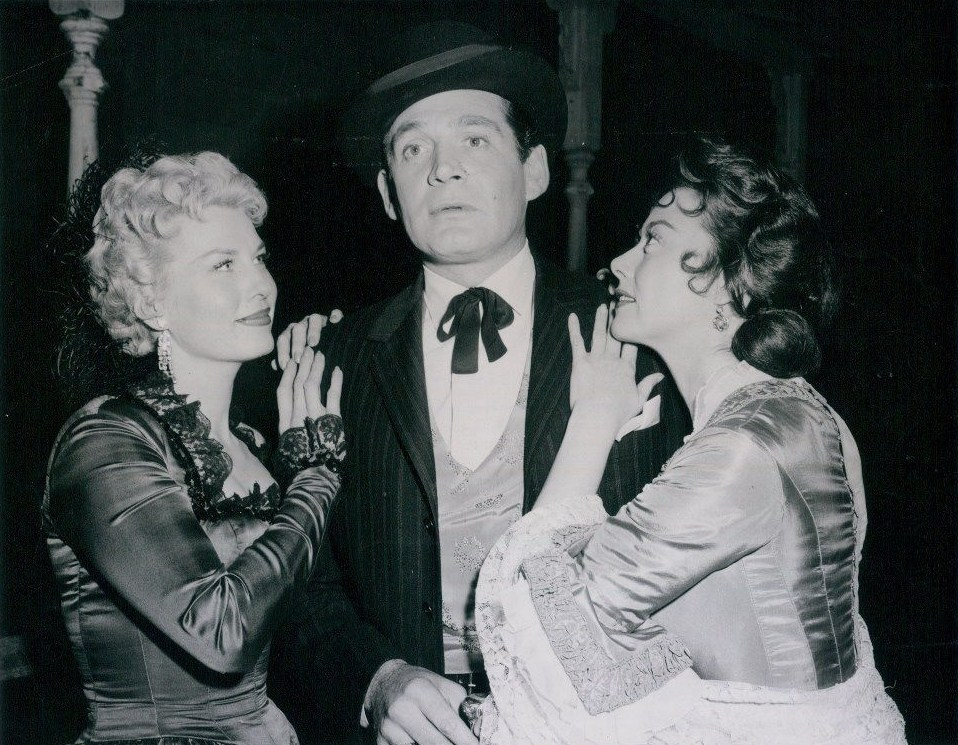
Джин Уиллз, Джин Барри и Адель Мара в телесериале «Бэт Мастерсон» (1959)

Некоторыми другими популярными сериалами, в которых сыграла Уиллз, были «Большой город» (1952, 2 эпизода), «Чайна Смит» (1952—1953, 2 эпизода), «Приключения Супермена» (1953), «Шоу Эбботта и Костелло» (1954), «Мистер и миссис Норт» (1954), «Городской детектив» (1954), «Приключения Сокола» (1954—1955, 3 эпизода), «Шоу Джорджа Бёрнса и Грейси Аллен» (1954—1957, 8 эпизодов) «Театр научной фантастики» (1955), «Перекрёсток» (1955—1956, 3 эпизода), «Опознание» (1955—1958, 4 эпизода), «Театр Зейна Грея» (1956—1957, 3 эпизода), «Миллионер» (1957—1960, 4 эпизода), «Калифорнийцы» (1958), «Ричард Даймонд, частный детектив» (1958), «Территория Тумстон» (1958—1959, 2 эпизода), «Разыскивается живым или мёртвым» (1958—1959, 4 эпизода), «Бэт Мастерсон» (1958—1959, 2 эпизода), «Майк Хаммер» (1958—1959, 2 эпизода), «Зорро» (1959, 3 эпизода), «Караван повозок» (1960), «Джонни Миднайт» (1960), «Гавайский детектив» (1960), «Питер Ганн» (1961), «Бронко» (1962), «Шайенн» (1962), «Хэйзел» (1963), «Час Альфреда Хичкока» (1963), «Сансет-Стрип, 77» (1963), «Флот Макхейла» (1963—1965, 2 эпизода), «Семейка монстров» (1964), «Дни в долине смерти» (1965—1967, 2 эпизода), «Виргинцы» (1966), «Вот — Люси» (1970) и «Коджак» (1975).

## Актёрское амплуа и оценка творчества
Джин Уиллз была высокой (174 см), красивой актрисой со сладострастной фигурой, которая, по словам Гэри Брамбурга, «обычно играла прожжённых охотниц за богатством, тусовщиц, подружек гангстеров и девушек из салунов». В энциклопедии Alchetron отмечается, что «она снималась в самых разных ролях — от капитана ВВС до проститутки». Как говорится в биографии актрисы на сайте Turner Classic Movies, Уиллз «сделала свою актёрскую карьеру, играя дерзких, жёстких, сексуально привлекательных, а иногда и вульгарных персонажей».
В основном, ей доставались «либо одна из главных ролей в фильмах категории В, либо менее значимые роли в более крупных фильмах». По мнению Брамбурга, «более всего Уиллз известна ролями в фильмах категории В 1950—1960-х годов, а также на телевидении». Кроме того, она запомнилась своими работами в короткометражных комедиях студии Columbia.
Как пишет Брамбург, «она выглядела как хитрая, умная версия Барбары Николс или Айрис Эдриан, и хотя она была разносторонней актрисой, она никогда не поднималась до первого звёздного уровня славы. Оглядываясь назад, кажется, что она была способна на гораздо большее, чем ей было дано за её более чем 30-летнюю карьеру».

## Личная жизнь
Уиллз была замужем дважды. С 1944 года до развода в 1947 году она была замужем за каскадёром и актёром Фрэнком Донахью (англ. Frank Donahue). С 1950 и вплоть до своей смерти в 1989 году она была замужем за профессиональным игроком в американский футбол Джерардом Коухигом (англ. Gerard Cowhig), в этом браке родился сын Джерри Коухиг.

## Смерть
Джин Уиллз умерла 3 января 1989 года в возрасте 65 лет в Ван-Найсе, Калифорния, от рака печени.

## Фильмография
| Год        |     | Русское название                           | Оригинальное название                    | Роль                                                           |
| ---------- | --- | ------------------------------------------ | ---------------------------------------- | -------------------------------------------------------------- |
| 1942       | кор | Красивая одежда (делает девушек красивыми) | Beautiful Clothes (Make Beautiful Girls) | модель (в титрах не указана)                                   |
| 1943       | ф   | Сквозь горе, тоску и утраты                | So Proudly We Hail!                      | лейтенант Кэрол Джонсон                                        |
| 1944       | ф   | Сюда набегают волны                        | Here Come the Waves                      | поклонница Джонни Кэбота (в титрах не указана)                 |
| 1945       | ф   | Зажигательная блондинка                    | Incendiary Blonde                        | посетительница ночного клуба (в титрах не указана)             |
| 1945       | ф   | Солти О’Рурк                               | Salty O'Rourke                           | другая девушка (в титрах не указана)                           |
| 1945       | ф   | Ты пришёл                                  | You Came Along                           | девушка из шоу (в титрах не указана)                           |
| 1946       | ф   | Пой, когда танцуешь                        | Sing While You Dance                     | мисс Флинт (в титрах указана как Джин Донахью)                 |
| 1946       | ф   | Блонди знает лучше                         | Blondie Knows Best                       | медсестра доктора Титуса / администратор (в титрах не указана) |
| 1946       | кор | Блюз медового месяца                       | Honeymoon Blues                          | Пегги Доусон (в титрах указана как Джин Донахью)               |
| 1946       | кор | Доктор-шарлатан                            | Monkey Businessmen                       | медсестра Шейпли (в титрах не указана)                         |
| 1946       | кор | Разве любовь – не кукушка?                 | Ain't Love Cuckoo?                       | кукушка-рассказчица (в титрах не указана)                      |
| 1946       | кор | Кое-как женаты                             | Slappily Married                         | клиентка (в титрах не указана)                                 |
| 1947       | ф   | С небес на землю                           | Down to Earth                            | Бетти (в титрах указана как Джин Донахью)                      |
| 1947       | кор | Невеста и мрак                             | Bride and Gloom                          | Сэлли (в титрах указана как Джин Донахью)                      |
| 1947       | ф   | Блондинка в тесте                          | Blondie in the Dough                     | мисс Марш, секретарша Торпа (в титрах не указана)              |
| 1947       | ф   | Продавщица сигарет                         | Cigarette Girl                           | секретарша окружного прокурора (в титрах не указана)           |
| 1947       | кор | Скупер-дупер                               | The Scooper Dooper                       | Бетти Паркер (в титрах указана как Джин Донахью)               |
| 1947       | кор | Беспокойный медовый месяц                  | Hectic Honeymoon                         | Рут Джонс                                                      |
| 1948       | ф   | Круг победителя                            | The Winner's Circle                      | Джин Трент                                                     |
| 1948       | ф   | Китайский квартал в полночь                | Chinatown at Midnight                    | Элис                                                           |
| 1948       | ф   | Ухаживая за Милли                          | The Mating of Millie                     | девушка на вечеринке (в титрах не указана)                     |
| 1949       | ф   | Опустите свою антенну                      | Let Down Your Aerial                     | жена Эдди                                                      |
| 1950       | ф   | Агент по сбору налогов                     | Revenue Agent                            | Мардж Кинг                                                     |
| 1950       | кор | Три плотника                               | A Snitch in Time                         | мисс Глэдис Скаддер                                            |
| 1950       | кор | Поскользнуться и промахнуться              | A Slip and a Miss                        | соседка                                                        |
| 1950       | кор | Дом об этом                                | House About It                           | жена Эдди                                                      |
| 1950       | кор | Его притягательная красота                 | His Baiting Beauty                       | Этель Данкел (в титрах указана как Джин Донахью)               |
| 1950       | кор | Держите обезьяну                           | Hold That Monkey                         |                                                                |
| 1950       | кор | Маринованный моряк                         | Marinated Mariner                        | Бетти Грант                                                    |
| 1950       | кор | Фой встречает девушку                      | Foy Meets Girl                           |                                                                |
| 1950       | ф   | Срочная свадьба                            | Emergency Wedding                        | гостья (в титрах не указана)                                   |
| 1950       | ф   | Девушка с «Фуллер Браш»                    | The Fuller Brush Girl                    | Мэри (в титрах не указана)                                     |
| 1950       | ф   | Убей судью                                 | Kill the Umpire                          | красивая девушка (в титрах не указана)                         |
| 1950       | ф   | Девушка Петти                              | The Petty Girl                           | убегающая хористка (в титрах не указана)                       |
| 1950       | ф   | Выдающаяся женщина                         | A Woman of Distinction                   | Перл, телефонистка (в титрах не указана)                       |
| 1950       | ф   | Дэйвид Хардинг, борец со шпионами          | David Harding, Counterspy                | медсестра (в титрах не указана)                                |
| 1951       | кор | Не бросайте этот нож                       | Don't Throw That Knife                   | Люси Вайкофф                                                   |
| 1951       | кор | Ужасный сыщик                              | The Awful Sleuth                         | жена Берта                                                     |
| 1951       | кор | Он летел мегерой                           | He Flew the Shrew                        | Герти Версон                                                   |
| 1951       | кор | Три хореографа                             | Hula-La-La                               | Луана                                                          |
| 1951       | кор | Выходят чемпионы                           | The Champs Step Out                      | мисс Пирсон                                                    |
| 1951       | ф   | Семейный секрет                            | The Family Secret                        | продавщица сигарет (в титрах не указана)                       |
| 1951       | ф   | Никогда не доверяй азартному игроку        | Never Trust a Gambler                    | брюнетка в полицейском участке (в титрах не указана)           |
| 1951       | кор | Атомная блондинка                          | Blonde Atom Bomb                         | охотница за богатством (в титрах указана как Джин Донахью)     |
| 1951       | кор | Вино, женщины и бонг                       | Wine, Women and Bong                     | (в титрах указана как Джин Донахью)                            |
| 1951       | с   | Детектив на первую полосу                  | Front Page Detective                     | Джозефин Блейк (1 эпизод)                                      |
| 1951       | с   | Бостонский Блэки                           | Boston Blackie                           | Джуэл Говард (1 эпизод)                                        |
| 1952       | ф   | Джим из джунглей в запретной земле         | Jungle Jim in the Forbidden Land         | Дениз                                                          |
| 1952       | ф   | Янки в Индокитае                           | A Yank in Indo-China                     | Клео                                                           |
| 1952       | ф   | В первый раз                               | The First Time                           | Фоун Уоллес (в титрах не указана)                              |
| 1952       | ф   | Моряки и девчонки                          | Gobs and Gals                            | миссис Райли, секретарша Герренса (в титрах не указана)        |
| 1952       | ф   | Снайпер                                    | The Sniper                               | женщина на улице (в титрах не указана)                         |
| 1952       | ф   | Сын бледнолицего                           | Son of Paleface                          | Пенелопа (в титрах не указана)                                 |
| 1952       | ф   | Кладбище кораблей                          | Torpedo Alley                            | Пегги Моран (в титрах не указана)                              |
| 1952       | кор | Дурак и его мёд                            | A Fool and His Honey                     | жена Уолли                                                     |
| 1952       | с   | Большой город                              | Big Town                                 | разные роли (2 эпизода)                                        |
| 1952       | с   | Досье Джеффри Джонса                       | The Files of Jeffrey Jones               | (2 эпизода)                                                    |
| 1952—1953  | с   | Чайна Смит                                 | China Smith                              | разные роли (2 эпизода)                                        |
| 1953       | ф   | Эбботт и Костелло летят на Марс            | Abbott and Costello Go to Mars           | капитан Оливия                                                 |
| 1953       | ф   | Все на берег                               | All Ashore                               | Роуз                                                           |
| 1953       | ф   | Стеклянная паутина                         | The Glass Web                            | Соня                                                           |
| 1953       | ф   | Беги к холмам                              | Run for the Hills                        | Франсес Вич                                                    |
| 1953       | ф   | Отныне и во веки веков                     | From Here to Eternity                    | Аннетт, администратор клуба (в титрах не указана)              |
| 1953       | с   | Телевизионный театр «Форда»                | The Ford Television Theatre              | Сэлли Шерман (1 эпизод)                                        |
| 1953       | с   | Приключения Супермена                      | Adventures of Superman                   | Марион Камминс (1 эпизод)                                      |
| 1953       | с   | Скачущий по горам                          | The Range Rider                          | Гейл Колфакс (1 эпизод)                                        |
| 1953       | с   | Закон – это я                              | I'm the Law                              | Хейзел Фаррелл (1 эпизод)                                      |
| 1953 —1955 | с   | Театр четырёх звёзд                        | Four Star Playhouse                      | разные роли (3 эпизода)                                        |
| 1954       | ф   | Мастерсон из Канзаса                       | Masterson of Kansas                      | Даллас Кори, она же миссис Беннетт                             |
| 1954       | ф   | Звезда родилась                            | A Star Is Born                           | поклонница на благотворительном шоу (в титрах не указана)      |
| 1954       | с   | Шоу Эбботта и Костелло                     | The Abbott and Costello Show             | Дорис Вентворт (1 эпизод)                                      |
| 1954       | с   | Театр у камина                             | Fireside Theatre                         | (1 эпизод)                                                     |
| 1954       | с   | Мистер и миссис Норт                       | Mr. & Mrs. North                         | Майра Лумис (1 эпизод)                                         |
| 1954       | с   | Театр «Пепси-колы»                         | The Pepsi-Cola Playhouse                 | (1 эпизод)                                                     |
| 1954       | с   | Городской детектив                         | City Detective                           | Дженнифер (1 эпизод)                                           |
| 1954       | с   | Шоу Микки Руни                             | The Mickey Rooney Show                   | Синтия (1 эпизод)                                              |
| 1954—1955  | с   | Приключения Сокола                         | Adventures of the Falcon                 | разные роли (3 эпизода)                                        |
| 1954—1957  | с   | Шоу Джорджа Бёрнса и Грейси Аллен          | The George Burns and Gracie Allen Show   | разные роли (8 эпизодов)                                       |
| 1954—1959  | с   | Отец знает лучше                           | Father Knows Best                        | хозяйка на танцах (2 эпизода, в титрах не указана)             |
| 1954—1959  | с   | Театр «Дженерал Электрик»                  | General Electric Theater                 | разные роли (3 эпизода)                                        |
| 1954—1962  | с   | Программа Джека Бенни                      | The Jack Benny Program                   | разные роли (3 эпизода)                                        |
| 1955       | ф   | Бауэри в Багдад                            | Bowery to Bagdad                         | Клер Калпеппер                                                 |
| 1955       | ф   | Бобби Уэйр пропал                          | Bobby Ware Is Missing                    | Джанет Уэйр                                                    |
| 1955       | ф   | Пятеро против казино                       | 5 Against the House                      | Вирджиния                                                      |
| 1955       | ф   | Считай до трёх и молись                    | Count Three and Pray                     | Сельма (в титрах не указана)                                   |
| 1955       | кор | Неудачливые холостяки                      | Gypped in the Penthouse                  | Джейн                                                          |
| 1955       | с   | Медик                                      | Medic                                    | Кэтрин Паркер (1 эпизод)                                       |
| 1955       | с   | Паспорт опасности                          | Passport to Danger                       | Лили (1 эпизод)                                                |
| 1955       | с   | Истории века                               | Stories of the Century                   | Эмма Хатчинс (1 эпизод)                                        |
| 1955       | с   | Одинокий волк                              | The Lone Wolf                            | Эд (1 эпизод)                                                  |
| 1955       | с   | Театр научной фантастики                   | Science Fiction Theatre, сериал          | Вирджиния Кинкейд (1 эпизод)                                   |
| 1955       | с   | Истории о техасских рейнджерах             | Tales of the Texas Rangers               | Белль Бишоп (1 эпизод)                                         |
| 1955       | с   | Человек со значком                         | The Man Behind the Badge                 | Хелен (1 эпизод)                                               |
| 1955—1956  | с   | Перекрёстки                                | Crossroads                               | разные роли (3 эпизода)                                        |
| 1955—1958  | с   | Опознание                                  | The Lineup                               | разные роли (4 эпизода)                                        |
| 1956       | ф   | Вторжение похитителей тел                  | Invasion of the Body Snatchers           | медсестра Сэлли Уизерс                                         |
| 1956       | ф   | Король и четыре королевы                   | The King and Four Queens                 | Руби Макдейд                                                   |
| 1956       | ф   | Лейтенант носил юбки                       | The Lieutenant Wore Skirts               | Джоан Суини                                                    |
| 1956       | ф   | Восстание Мэми Стоувер                     | The Revolt of Mamie Stover               | Глэдис                                                         |
| 1956       | ф   | Навстречу неизведанному                    | Toward the Unknown                       | Кармен (в титрах не указана)                                   |
| 1956       | с   | Борец за правду                            | Crusader                                 | Фэй Мартин (1 эпизод)                                          |
| 1956       | с   | Фронтир                                    | Frontier                                 | Рут (1 эпизод)                                                 |
| 1956       | с   | Великий Гильдерслив                        | The Great Gildersleeve                   | Ева Джейн Уингейт (1 эпизод)                                   |
| 1956       | с   | Это замечательная жизнь                    | It's a Great Life                        | покупательница (1 эпизод)                                      |
| 1956       | с   | Жизнь и житие Уайатта Эрпа                 | The Life and Legend of Wyatt Earp        | Эми Пелтон (1 эпизод)                                          |
| 1956       | с   | Театр звёзд «Шлитца»                       | Schlitz Playhouse of Stars               | Клэр Галлатин (1 эпизод)                                       |
| 1956       | с   | Студия 57                                  | Studio 57                                | медсестра (1 эпизод)                                           |
| 1956       | с   | Театр кинорежиссёров                       | Screen Directors Playhouse               | Роберта Лоуренс (1 эпизод)                                     |
| 1956       | с   | Приключения доктора Фу Манчу               | The Adventures of Dr. Fu Manchu          | Энн Джадсон (1 эпизод)                                         |
| 1956       | с   | Зал звёзд «Шеврон»                         | Chevron Hall of Stars                    | Дженни (1 эпизод)                                              |
| 1956—1957  | с   | Театр Зейна Грея                           | Zane Grey Theater                        | разные роли (3 эпизода)                                        |
| 1957       | ф   | Выслушай меня хорошенько                   | Hear Me Good                             | Рита Холл                                                      |
| 1957       | ф   | Ад на острове Дьявола                      | Hell on Devil's Island                   | Сюзанна                                                        |
| 1957       | ф   | Человек, который превратился в камень      | The Man Who Turned to Stone              | Трейси                                                         |
| 1957       | ф   | История в Тихуане                          | The Tijuana Story                        | Лиз Марч                                                       |
| 1957       | с   | Знакомьтесь с Макгроу                      | Meet McGraw                              | разные роли (3 эпизода)                                        |
| 1957       | с   | Театр О. Генри                             | The O. Henry Playhouse                   | Флоренс Конант (1 эпизод)                                      |
| 1957       | с   | Новые приключения Чарли Чана               | The New Adventures of Charlie Chan       | Дорис Коновер (1 эпизод)                                       |
| 1957       | с   | Истории Уэллс-Фарго                        | Tales of Wells Fargo                     | Кристин (1 эпизод)                                             |
| 1957       | с   | Театр «Goodyear»                           | Goodyear Theatre                         | Мэри Джонсон (1 эпизод)                                        |
| 1957       | с   | Человек без оружия                         | Man Without a Gun                        | Лора Марш (1 эпизод)                                           |
| 1957       | с   | Серый призрак                              | The Gray Ghost                           | Ансония (2 эпизода)                                            |
| 1957—1958  | с   | Полицейский штата                          | State Trooper                            | разные роли (3 эпизода)                                        |
| 1957—1959  | с   | Перри Мейсон                               | Perry Mason                              | разные роли (2 эпизода)                                        |
| 1957—1960  | с   | Миллионер                                  | The Millionaire                          | разные роли (4 эпизода)                                        |
| 1958       | ф   | Любовь под вязами                          | Desire Under the Elms                    | Флоренс Кэбот                                                  |
| 1958       | ф   | Трудно быть сержантом                      | No Time for Sergeants                    | капитан ВВС                                                    |
| 1958       | с   | Вертолёты                                  | Whirlybirds                              | Джессика Джонс (1 эпизод)                                      |
| 1958       | с   | Калифорнийцы                               | The Californians                         | Сьюзен Джонс (1 эпизод)                                        |
| 1958       | с   | Кольт 45-го калибра                        | Colt .45                                 | Бланш Реймер (1 эпизод)                                        |
| 1958       | с   | Официальный детектив                       | Official Detective                       | Пэт (1 эпизод)                                                 |
| 1958       | с   | Приграничный доктор                        | Frontier Doctor                          | мисс Фэнси Варден (1 эпизод)                                   |
| 1958       | с   | Ричард Даймонд, частный детектив           | Richard Diamond, Private Detective       | Мэдж (1 эпизод)                                                |
| 1958       | с   | Цель                                       | Target                                   | Агнес Уокер (1 эпизод)                                         |
| 1958       | с   | Симаррон-Сити                              | Cimarron City                            | миссис Кингсли (1 эпизод)                                      |
| 1958       | с   | Решение                                    | Decision                                 | Лора Доусон (1 эпизод)                                         |
| 1958       | с   | Преследование                              | Trackdown                                | Джанетт Йорк (1 эпизод)                                        |
| 1958—1959  | с   | Разыскивается живым или мёртвым            | Wanted: Dead or Alive                    | разные роли (4 эпизода)                                        |
| 1958—1959  | с   | Бэт Мастерсон                              | Bat Masterson                            | разные роли (2 эпизода)                                        |
| 1958—1959  | с   | Майк Хаммер                                | Mike Hammer                              | разные роли (2 эпизод)а                                        |
| 1958— 1959 | с   | Мэверик                                    | Maverick                                 | разные роли (2 эпизода)                                        |
| 1958—1959  | с   | Территория Тумстон                         | Tombstone Territory                      | разные роли (2 эпизода)                                        |
| 1958—1960  | с   | Команда М                                  | M Squad                                  | разные роли (2 эпизода)                                        |
| 1958—1961  | с   | Представитель закона                       | Lawman                                   | разные роли (2 эпизода)                                        |
| 1959       | ф   | История агента ФБР                         | The FBI Story                            | Энн Сейдж                                                      |
| 1959       | ф   | Эти тысячи холмов                          | These Thousand Hills                     | Джен                                                           |
| 1959       | с   | Зорро                                      | Zorro                                    | Карлотта (3 эпизода)                                           |
| 1959       | с   | Шоу Боба Каммингса                         | The Bob Cummings Show                    | Эвелин (2 эпизода)                                             |
| 1959       | с   | Шоу Джорджа Бёрнса                         | The George Burns Show                    | Норма Уиллис (1 эпизод)                                        |
| 1959       | с   | Суровые всадники                           | The Rough Riders                         | Белль Старр (1 эпизод)                                         |
| 1959       | с   | Техасец                                    | The Texan                                | Марта Дрисколл (1 эпизод)                                      |
| 1959       | с   | Пограничный патруль                        | Border Patrol                            | Мэри (1 эпизод)                                                |
| 1959       | с   | Большое жюри                               | Grand Jury                               | Марджи (1 эпизод)                                              |
| 1959       | с   | Специальный агент 7                        | Special Agent 7                          | (1 эпизод)                                                     |
| 1959       | с   | Уичита                                     | Wichita Town                             | Майра Дадли (1 эпизод)                                         |
| 1959       | с   | Не для найма                               | Not for Hire                             | Молли Филд (1 эпизод)                                          |
| 1959       | с   | Бикон-стрит, 21                            | 21 Beacon Street                         | Элейн (1 эпизод)                                               |
| 1959       | с   | Йэнси Дерринджер                           | Yancy Derringer                          | Джесси Белль (1 эпизод)                                        |
| 1959—1960  | с   | Человек из «Блэкхоука»                     | The Man from Blackhawk                   | разные роли (2 эпизода)                                        |
| 1959—1968  | с   | Бонанза                                    | Bonanza                                  | разные роли (4 эпизода)                                        |
| 1960       | ф   | Заполненное небо                           | The Crowded Sky                          | Глория Панавек                                                 |
| 1960       | ф   | Одиннадцать друзей Оушена                  | Ocean's Eleven                           | миссис Бергдорф                                                |
| 1960       | тф  | Самый медленный стрелок на Западе          | The Slowest Gun in the West              | Кэти Маккуин                                                   |
| 1960       | ф   | Элмер Гантри                               | Elmer Gantry                             | проститутка (в титрах не указана)                              |
| 1960       | с   | Помощник шерифа                            | The Deputy                               | Роузи, девушка в салуне (1 эпизод)                             |
| 1960       | с   | Шоу «Дюпон» с Джун Эллисон                 | The DuPont Show with June Allyson        | Тори (1 эпизод)                                                |
| 1960       | с   | Караван повозок                            | Wagon Train                              | Фло (1 эпизод)                                                 |
| 1960       | с   | Гавайский детектив                         | Hawaiian Eye                             | Оливия Маккей (1 эпизод)                                       |
| 1960       | с   | Сажать в тюрьму                            | Lock Up                                  | Агнес Уокер (1 эпизод)                                         |
| 1960       | с   | Сёрфсайд 6                                 | Surfside 6                               | Ив Тибблс (1 эпизод)                                           |
| 1960       | с   | Человек с Запада                           | The Westerner                            | Сэл (1 эпизод)                                                 |
| 1960       | с   | Джонни Миднайт                             | Johnny Midnight                          | разные роли (2 эпизода)                                        |
| 1961       | ф   | Охваченные любовью                         | By Love Possessed                        | Джуни Маккарти                                                 |
| 1961       | ф   | Улица оружия                               | Gun Street                               | Джоан Брейди                                                   |
| 1961       | с   | Сумеречная зона                            | The Twilight Zone                        | Этель Макконнелл (1 эпизод)                                    |
| 1961       | с   | Дилижанс на Запад                          | Stagecoach West                          | Хильда Лоринг (1 эпизод)                                       |
| 1961       | с   | Акапулько                                  | Acapulco                                 | Барбара Местон (1 эпизод)                                      |
| 1961       | с   | Питер Ганн                                 | Peter Gunn                               | миссис Калли (1 эпизод)                                        |
| 1961       | с   | Коронадо 9                                 | Coronado 9                               | Стелла Бауэрс (1 эпизод)                                       |
| 1962       | ф   | Цыганка                                    | Gypsy                                    | Бетти Крэтчитт                                                 |
| 1962       | с   | Цель: Коррупционеры                        | Target: The Corruptors                   | Арлин Кэш (1 эпизод)                                           |
| 1962       | с   | Шайенн                                     | Cheyenne                                 | Мег Стивенс (1 эпизод)                                         |
| 1962       | с   | Бронко                                     | Bronco                                   | Долли Льюис (1 эпизод)                                         |
| 1963       | с   | Империя                                    | Empire                                   | Клэр Хаген (1 эпизод)                                          |
| 1963       | с   | Темпл Хьюстон                              | Temple Houston                           | Долл Лукас (1 эпизод)                                          |
| 1963       | с   | Хэйзел                                     | Hazel                                    | мисс Данбар (1 эпизод)                                         |
| 1963       | с   | Сансет-Стрип, 77                           | 77 Sunset Strip                          | Фрэнси Воллмер (1 эпизод)                                      |
| 1963       | с   | Час Альфреда Хичкока                       | The Alfred Hitchcock Hour                | Ева (1 эпизод)                                                 |
| 1963—1965  | с   | Флот Макхэйла                              | McHale's Navy                            | разные роли (2 эпизода)                                        |
| 1964       | ф   | Флот Макхэйла                              | McHale's Navy                            | Марго Монет                                                    |
| 1964       | с   | Семейка монстров                           | The Munsters                             | миссис Картрайт (1 эпизод)                                     |
| 1964—1965  | с   | Деревенщина из Беверли-Хиллз               | The Beverly Hillbillies                  | графиня Мария (2 эпизод)                                       |
| 1965—1967  | с   | Дни в долине смерти                        | Death Valley Days                        | разные роли (2 эпизода)                                        |
| 1966       | с   | Виргинец                                   | The Virginian                            | Лили Дюваль (1 эпизод)                                         |
| 1966       | с   | Долгое жаркое лето                         | The Long, Hot Summer                     | Белль Саттон (1 эпизод)                                        |
| 1966       | с   | Томас Хьюитт Эдвард Кэт                    | T.H.E. Cat                               | Фло (1 эпизод)                                                 |
| 1967       | с   | Стрелки Уилла Соннетта                     | The Guns of Will Sonnett                 | Элли Митчелл (1 эпизод)                                        |
| 1970       | ф   | Общественный клуб города Шайенн            | The Cheyenne Social Club                 | Элис                                                           |
| 1970       | с   | Вот — Люси                                 | Here's Lucy                              | Гертруда Кребс (1 эпизод)                                      |
| 1975       | ф   | Прикуси пулю                               | Bite the Bullet                          | Роузи                                                          |
| 1975       | с   | Коджак                                     | Kojak                                    | Саванна (1 эпизод)                                             |
| 1976       | с   | Рыцарь в синем                             | The Blue Knight                          | (1 эпизод)                                                     |